# 厳格な変奏曲
厳格な変奏曲 ニ短調 作品54（げんかくなへんそうきょく、フランス語: Variations sérieuses）は、フェリックス・メンデルスゾーンが1841年に作曲したピアノ独奏曲。

## 概要

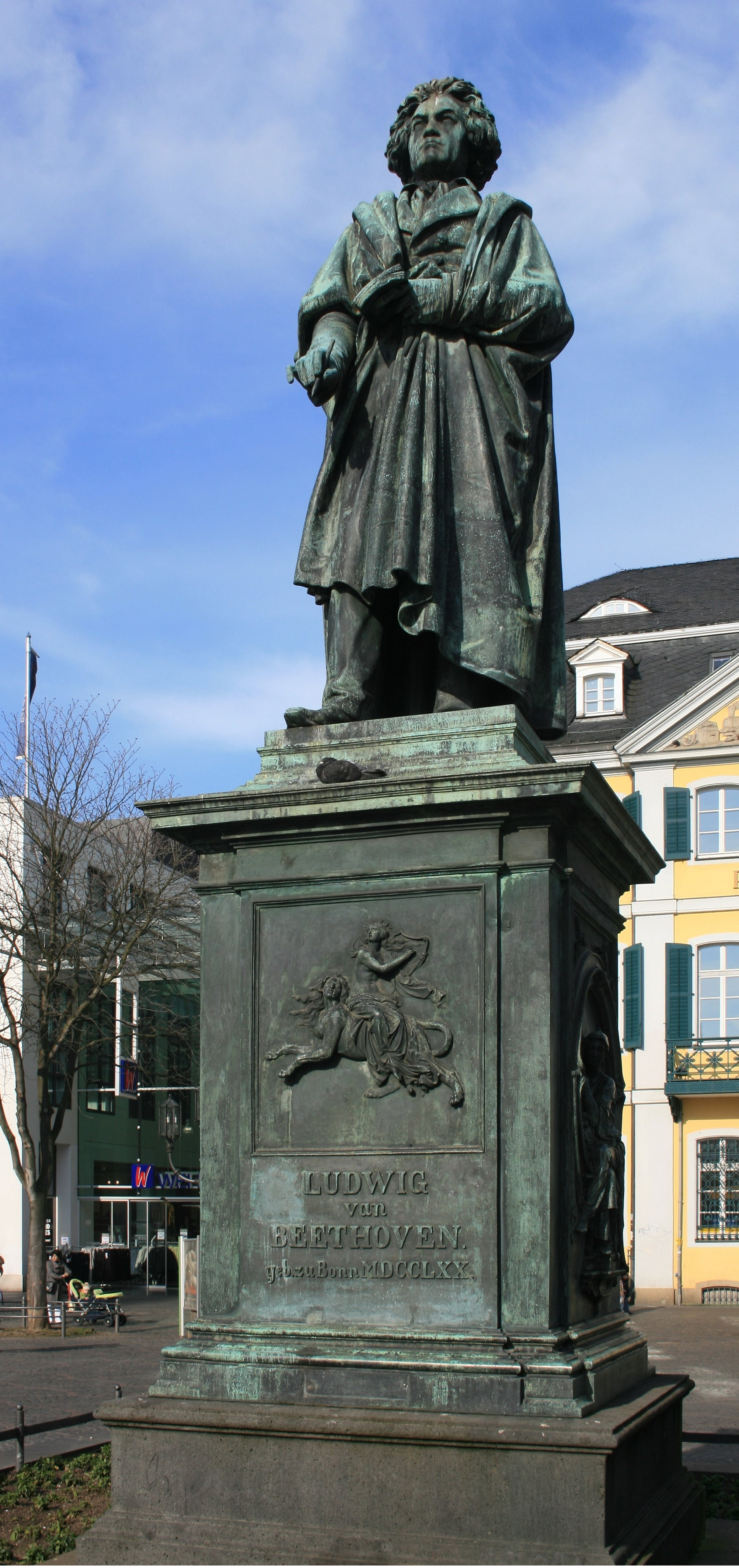
『厳格な変奏曲』作曲のきっかけとなったボンのベートーヴェン記念像

ロマン派に属しながら古典的な形式美に寄り添った作曲者らしく、変奏曲作品としてはベートーヴェンやモーツァルトの影響が強く、当時流行していたヴィルトゥオーゾによる「華麗な」変奏曲とは一線を画している。非常に難易度が高い。
ボンのベートーヴェン記念碑の建立資金を捻出するためにウィーンの出版社ピエトロ・メケッティにより企画されたピアノ曲集『ベートーヴェン・アルバム』のために作曲され、アルバムは翌1842年に出版された。
この曲を書いたのが契機となり、メンデルスゾーンは同じ41年に2つの変奏曲（『変ホ長調 作品82』と『変ロ長調 作品83』）を続けて作曲したが、変奏曲の作曲自体に慎重だったためか結局生前には本作しか出版せず（作品82と83は死後出版）、以降変奏曲を書くことはなかった（メンデルスゾーンが残したピアノ独奏のための変奏曲はこの3曲のみである）。

## 構成
主題の提示と17の変奏とコーダからなる。演奏時間は約12分。
主題はニ短調、4分の2拍子。A-G-F-Eの下降音形が3度の和声を伴う。謹厳な作曲者らしく、ポリフォニックな二部形式の短い曲。
第17変奏まであり、途中第14変奏が同主調に変わるほかはすべて原調のまま。おおむね3連符・シンコペーションを変奏の素材としている。最終の変奏はPrestoの劇的なコーダ。
ロマン派の変奏曲作品の有名な例であり、若手奏者が手がける他、教育用の作品としても取り上げられる。演奏に必要な技術は左手10度が出現するなど、無言歌程度のものだが、作曲者自身のピアノ語法を会得する上では重要作品とされる。
主題
Andante sostenuto　複雑な構成で、厳粛なメロディーが奏でられる。
第1変奏
Andante sostenuto　主題に16分音符の修飾がされている。
第2変奏
Un poco piu animato　主題に16分音符の6連符の修飾がされている。
第3変奏
Piu animato　この変奏から主題が完全に変奏される。スタッカートが多用されており、力強いメロディーとなっている。
第4変奏
Piu animato　16分音符に装飾音がつけられている。変奏の後半は主題とかなり違うメロディーになっている。
第5変奏
Agitato　右手と左手が交互に音を出す。
第6変奏
Agitato　行進曲のような雰囲気。変奏の最後には第7変奏のメロディーが少し入る。
第7変奏
Agitato　32分音符と16分音符が連鎖する。
第8変奏
Allegro Vivace　16分音符の三連符がメロディーを奏でる。
第9変奏
Allegro Vivace　第8変奏の左手部分が16分音符の三連符になっているが、若干違う部分もある。
第10変奏
Moderato　フーガ風の変奏。
第11変奏
Moderato　主題に8部音符が修飾されている。
第12変奏
Tempo di Tema　32分音符2つが交互に鳴る構造。非常に速度が速く、変奏の中でも難しい部類に入る。
第13変奏
Tempo di Tema　32分音符の軽いメロディーに悲しげなメロディーが修飾される。
第14変奏
Adagio　ここで曲はニ長調に変わり、明るい雰囲気になる。変奏の最初と最後にはフェルマータがつけられている。
第15変奏
Poco a poco piu agitato　ニ短調に戻る。左手と右手が交互に音を出す。
第16変奏
Allegro Vivace　16分音符の3連符で構成されている。
第17変奏
Allegro Vivace　第16変奏の左手と右手を逆にしたような構造。全変奏中最も難易度が高い。主題の変奏が終わると、カデンツァのようなメロディーが入る。最後は、左手がイ音とそれより1オクターブ上のイ音を32分音符でつなぎながら、右手が主題を演奏し、フェルマータつきでこの変奏が終わる。
コーダ
Presto　左手と右手が交互に音を出すような構造。プレストなのにも関わらず16分音符が使われているため、非常に速度が速い。主題の変奏が終わると一旦ニ長調になるが、すぐにニ短調に戻り16分音符の24連符でクライマックスを迎える。その後は、テンポを落として静かに曲を閉じる。